# Eric Otero
Eric Joshua Otero (ur. 23 lutego 1969 w Albuquerque w stanie Nowy Meksyk, zm. 15 maja 2006 w San Antonio) – amerykański kulturysta. W latach 1989–1993 służył w armii amerykańskiej.

## Osiągnięcia
- 1992:
  - Junior Nationals – NPC, waga średnia, III m-ce

- 1993:
  - USA Championships – NPC, waga średnia, V m-ce

- 1994:
  - Nationals – NPC, waga średnia, X m-ce

- 1996:
  - Nationals – NPC, waga średnia, VIII m-ce
  - USA Championships – NPC, waga średnia, VII m-ce

- 1997:
  - Nationals – NPC, waga średnia, III m-ce

- 1998:
  - Nationals – NPC, waga średnia, II m-ce

- 1999:
  - Nationals – NPC, waga średnia, V m-ce
  - USA Championships – NPC, waga średnia, zwycięzca

- 2001:
  - Nationals – NPC, waga średnia, zwycięzca

- 2004:
  - Toronto Pro Invitational – IFBB, XIV m-ce

- 2005:
  - Europa Supershow – IFBB, poza czołówką